# Люистън (Юта)
Люистън (на английски: Lewiston) е град в окръг Кеш, щата Юта, САЩ. Люистън е с население от 1877 жители (2000) и обща площ от 66,5 km². Намира се на 1374 m надморска височина. ЗИП кодът му е 84320, а телефонният му код е 435.